# Pahmungan
Pahmungan is een bestuurslaag in het regentschap Lampung Barat van de provincie Lampung, Indonesië. Pahmungan telt 1065 inwoners (volkstelling 2010).